# Heart Lake (Ross-Insel)
Der Heart Lake (deutsch: Herzförmiger See) ist einer der zahlreichen kleinen Süßwasserseen am Kap Barne auf der antarktischen Ross-Insel. Der See liegt in einer Entfernung von etwa einem Kilometer nordwestlich des Terrace Lake. 
Entdeckt wurde der See von Teilnehmern der Nimrod-Expedition (1907–1909) unter der Leitung des britischen Polarforschers Ernest Shackleton. Namensgebend war sein herzförmiges Ufer.